# Elezioni presidenziali in Turkmenistan del 2017
Le elezioni presidenziali in Turkmenistan del 2017 si sono tenute il 12 febbraio e hanno visto la vittoria del presidente uscente Gurbanguly Berdimuhamedow.
Nel settembre 2012 Berdimuhamedow ha modificato la costituzione rimuovendo i limiti di mandato e di età per la candidatura presidenziale, estendendo il mandato da cinque a sette anni.
L'affluenza è stata pari al 97,28%.
Si sono fronteggiati otto candidati:
- Gurbanguly Berdimuhamedow, Presidente della Repubblica, sostenuto dal Partito Democratico del Turkmenistan;
- Maksat Annanpesov, presidente dell'Associazione dell'Industria Statale Alimentare;
- Jumanazar Annayev, vicegovernatore della provincia di Mary;
- Bekmyrat Atalyev, deputato, sostenuto dal Partito degli Industriali e degli Imprenditori del Turkmenistan;
- Ramazan Durdyyev, deputato;
- Meretdurdy Gurbanov, vicegovernatore della provincia di Daşoguz;
- Suleimannepes Nurnepesov, amministratore delegato della Garabogazsulfat;
- Durdygylych Orazov, sostenuto dal Partito Contadino.

## Risultati
- Dati in valore assoluto non disponibili.

| Candidati                 | Liste                                          | Voti      | %     |
| ------------------------- | ---------------------------------------------- | --------- | ----- |
| Gurbanguly Berdimuhamedow | Partito Democratico del Turkmenistan           | n.d.      | 97,69 |
| Maksat Annanpesov         | Indipendente                                   | n.d.      | 1,02  |
| Bekmyrat Atalyev          | Partito degli Industriali e degli Imprenditori | n.d.      | 0,36  |
| Serdar Jelilov            | Indipendente                                   | n.d.      | 0,25  |
| Jumanazar Annayev         | Indipendente                                   | n.d.      | 0,21  |
| Meretdurdy Gurbanov       | Indipendente                                   | n.d.      | 0,17  |
| Ramazan Durdyyev          | Indipendente                                   | n.d.      | 0,15  |
| Suleimannepes Nurnepesov  | Indipendente                                   | n.d.      | 0,09  |
| Durdygylych Orazov        | Partito Contadino del Turkmenistan             | n.d.      | 0,06  |
| Totale                    | Totale                                         | 3.163.692 |       |